# Městská knihovna Benešov
Městská knihovna Benešov je veřejná knihovna s univerzálním knihovním fondem, jejímž zřizovatelem je město Benešov. Městská knihovna Benešov s pobočkou v Úročnici č. p. 7 se ve své činnosti soustřeďuje zejména na poskytování knihovnických, bibliografických, informačních a dalších služeb vymezených dle zákona č. 257/2001 Sb. O knihovnách a podmínkách provozování veřejných knihovnických a informačních služeb. Knihovna je pověřena Středočeskou vědeckou knihovnou v Kladně (SVK) výkonem regionálních funkcí v určeném územním celku regionu Benešov, který svým rozsahem přesahuje okres Benešov.

## Historie
První zmínky o knihovně v Benešově pocházejí z pamětí benešovského rodáka Václava Macha. Knihovna vznikla díky darům místních obyvatel a pražských vlastenců, mimo jiné i Karla Hynka Máchy.
Dne 7. října 1896 byla v Benešově založena řádná veřejná knihovna a čítárna, která poskytovala bezplatné služby veřejnosti. Knihovna ale svou činnost započala až o rok později.
Mezi roky 1914 až 1918 byla činnost knihovny dočasně pozastavena. Během druhé světové války byla instituce pod vlivem a kontrolou německých okupantů.
Automatizovaný provoz byl zahájen 15. července 1996. Od 1. ledna 1997 je knihovna Městskou knihovnou Benešov, veřejnou a univerzální institucí, pověřenou výkonem regionálních funkcí. V roce 2001 bylo otevřeno hudební oddělení.

## Současnost
V roce 2022 měla knihovna 3 131 čtenářů, z tohoto počtu bylo 683 dětí. Ve stejném roce bylo evidováno 52 122 návštěv knihovny a čtenáři si vypůjčili celkem 106 477 dokumentů. Velikost knihovního fondu činila 156 546 knihovních jednotek. Pro zájemce uspořádala knihovna řadu kulturních a vzdělávacích akcí.

## Oddělení knihovny
Městská knihovna Benešov disponuje následujícími odděleními:
- Oddělení pro dospělé
- Studovna a čítárna
- Oddělení pro děti
- téčko - prostor pro teenagery a tvoření

## Služby
Městská knihovna Benešov nabízí knihovnické a informační služby:
- půjčování knih, periodik, CD a DVD, e-knih a čteček, deskových her, tematických kufříků
- PC, přístup k internetu, Wi-Fi připojení
- kopírování, tisk, laminování, kroužková vazba, balení knih a sešitů
- zpracování rešerše, bibliograficko-informační služba
- meziknihovní výpůjční služba
- Semínkovna
- projekt KAFÁRNA a KAFÁRENSKÉ PODCASTY
- Toulky s knihovnou

### Vzdělávání a kultura
- besedy, přednášky na různá témata
- vzdělávací a literární pořady
- exkurze do knihovny
- Univerzita třetího věku
- Týden knihoven
- Noc s Andersenem
- výtvarné a literární soutěže, výstavy

## Pobočky
Kromě hlavní budovy poskytuje Městská knihovna Benešov knihovnické služby také ve své pobočce:
- Pobočka Úročnice, Úročnice 7, Benešov